# Cristian Riveros
Cristian Miguel Riveros (16 października 1982 w J.A. Saldivar) – piłkarz paragwajski grający na pozycji defensywnego pomocnika.

## Kariera klubowa
Riveros wychował się w klubie Colón de J.A. Saldivar wywodzącym się z jego rodzinnego miasta. W 2000 roku przeszedł do Sportivo San Lorenzo i w jego barwach zadebiutował Primera División. W zespole tym występował przez trzy sezony i w 2003 roku wyjechał do stolicy kraju, Asunción, do drużyny Tacuary. Tam z kolei spędził 2,5 roku i latem 2005 stał się zawodnikiem rywala zza miedzy, Club Libertad. Rok później wywalczył swój pierwszy większy sukces, którym było wywalczenie mistrzostwa Paragwaju. W tym samym roku dotarł z Libertad do półfinału Copa Libertadores (0:0, 0:2 z brazylijskim SC Internacional. W Libertad grał do lata 2007 (drugi tytuł mistrza kraju).
12 lipca 2007 roku Riveros wyjechał do Meksyku i został zawodnikiem tamtejszego klubu Cruz Azul. Występował w nim przez trzy sezony.
W 2010 roku Riveros przeszedł do Sunderlandu. W sezonie 2011/2012 został wypożyczony do Kayserisporu, a latem 2012 został do niego sprzedany. Z kolei w 2013 roku przeszedł do Grêmio.
| Sezon   | Klub                 | Kraj     | Rozgrywki        | Mecze | Bramki |
| ------- | -------------------- | -------- | ---------------- | ----- | ------ |
| 2000    | Sportivo San Lorenzo | Paragwaj | Primera División | ?     | ?      |
| 2001    | Sportivo San Lorenzo | Paragwaj | Primera División | ?     | ?      |
| 2002    | Sportivo San Lorenzo | Paragwaj | Primera División | 14    | 0      |
| 2003    | Tacuary Asunción     | Paragwaj | Primera División | 29    | 1      |
| 2004    | Tacuary Asunción     | Paragwaj | Primera División | 30    | 3      |
| 2005    | Tacuary Asunción     | Paragwaj | Primera División | 18    | 3      |
| 2005    | Club Libertad        | Paragwaj | Primera División | 17    | 4      |
| 2006    | Club Libertad        | Paragwaj | Primera División | 24    | 4      |
| 2007    | Club Libertad        | Paragwaj | Primera División | 7     | 1      |
| 2007/08 | Cruz Azul            | Meksyk   | Primera Division | 32    | 5      |
| 2008/09 | Cruz Azul            | Meksyk   | Primera Division | 31    | 5      |
| 2009/10 | Cruz Azul            | Meksyk   | Primera Division | 30    | 4      |
| 2010/11 | Sunderland           | Anglia   | Premier League   | 12    | 1      |
| 2011/12 | Kayserispor          | Turcja   | Süper Lig        | 37    | 3      |
| 2012/13 | Kayserispor          | Turcja   | Süper Lig        | 30    | 0      |
| 2013/14 | Grêmio               | Brazylia | Série A          |       |        |

## Kariera reprezentacyjna
W reprezentacji Paragwaju Riveros zadebiutował 4 maja 2005 roku w przegranym 0:1 meczu z Ekwadorem. W 2006 roku został powołany przez Aníbala Ruiza do kadry na Mistrzostwa Świata w Niemczech. Z Paragwajem nie wyszedł z grupy, a wystąpił w 2 meczach: przegranych po 0:1 ze Szwecją i z Anglią. W 2007 roku wystąpił w turnieju Copa América 2007 (ćwierćfinał).